# Vaillantella maassi
Vaillantella maassi är en fiskart som beskrevs av Weber och De Beaufort 1912. Vaillantella maassi ingår i släktet Vaillantella och familjen grönlingsfiskar. IUCN kategoriserar arten globalt som livskraftig. Inga underarter finns listade i Catalogue of Life.